# Gabriella Wright
Gabriella Wright (Stoke Newington, 19 giugno 1982) è un'attrice britannica.

## Filmografia parziale

### Cinema
- Mary, regia di Abel Ferrara (2005)
- Eden Log, regia di Franck Vestiel (2007)
- Demain dès l'aube, regia di Denis Dercourt (2009)
- L'immortale (L'Immortel), regia di Richard Berry (2010)
- Intersections (Collision), regia di David Marconi (2013)
- The Perfect Husband, regia di Lucas Pavetto (2014)
- Everly, regia di Joe Lynch (2014)
- The Transporter Legacy (The Transporter Refueled), regia di Camille Delamarre (2015)
- Shiraz - La città delle rose (Septembers of Shiraz), regia di Wayne Blair (2015)
- Alcolista (Alcoholist), regia di Lucas Pavetto (2016)
- Security, regia di Alain DesRochers (2017)
- Come ti ammazzo il bodyguard 2 - La moglie del sicario (Hitman's Wife's Bodyguard), regia di Patrick Hughes (2021)

### Televisione
- I Tudors (The Tudors) – serie TV, 3 episodi (2007)
- Jack of Diamonds – film TV (2011)
- Rani – serie TV, 3 episodi (2011)
- Arrow – serie TV, 1 episodio (2016)
- Action Team – serie TV, 2 episodi (2018)